# بول زاميكنيك
بول تشارلز زاميكنيك (22 نوفمبر 1912-27 أكتوبر 2009) هو عالم أمريكي لعب دورًا محوريًا في تاريخ علم الأحياء الجزيئي، وهو أستاذ طب في كلية الطب بجامعة هارفارد وكبير العلماء في مستشفى ماساتشوستس العام، وأيضًا كان رائدًا في توليد البروتينات في المختبر وساعد في توضيح الطريقة التي تولد بها الخلايا البروتينات، شارك مع محلون هوغلاند في اكتشاف نقل الحمض النووي (حمض نووي ريبوزي ناقل). يُنسب إليه باعتباره مخترع علاج عكسي لاتجاه النسخ، طوال حياته المهنية، حصل على أكثر من اثنتي عشرة براءة اختراع أمريكية لتقنياته العلاجية، حيث درس تطبيق أوليغونوكليوتيدات الاصطناعية (الهجينة المضادة للحساسية) للعلاج الكيميائي لمقاومة الأدوية ومرض السل (XDR) في سنواته الأخيرة، حتى وفاته في عام 2009.

## حياته وتعليمه
ولد في كليفلاند بولاية أوهايو لأبوين جون تشارلز زاميكنيك (1879-1930) وماري جيرترود مكارثي (1883-1937). ابن عمه هو الملحن جون ستيبان زاميكنيك، كان أجداد بول لأبيه جان نيبوموك زاميكنيك (1842-1915) وكونستانسي هروبيكا (1843-1924) من المهاجرين التشيكيين من بوديتشوفيتسه وسكالي.   كان والدا والدته من المهاجرين الأيرلنديين، التحق بكلية دارتموث وتخصص في الكيمياء وعلم الحيوان وحصل على درجة AB عام 1933. ثم التحق بكلية الطب بجامعة هارفارد وحصل على درجة الدكتوراه في الطب عام 1936، عمل في مستشفى مستشفى ماساتشوستس العام في بوسطن بين عامي 1936 و1939، وعمل ايضاً في كلية الطب بجامعة هارفارد، وكذلك في مستشفى ليكسايد في كليفلاند.
خلال فترة تدريبه في مستشفى ليكسايد، أصبح زاميكنيك مهتمًا بكيفية تنظيم الخلايا للنمو، حصل على زمالة (فيني هاول) وزمالة (موسلي)، سافر للعمل في كوبنهاغن حيث عمل مع الدكتور كاي ليندرستروم لانج بسبب الحرب العالمية الثانية عاد هو وزوجته، ماري كونور، إلى بوسطن حيث أصبح طبيبًا مساعدًا في مستشفى هنتنغتون التذكاري، حيث درس العوامل السامة وشارك في الصدمة المؤلمة لمشروع مكتب البحث العلمي والتطوير في زمن الحرب بقيادة مدير هنتنغتون جوزيف تشارلز أوب، بعد عام في نيويورك في معهد روكفلر للأبحاث الطبية لدراسة توليد البروتين مع ماكس بيرجمان، عاد إلى هارفارد في عام 1942 لينضم إلى كلية الطب بجامعة هارفارد حيث أصبح مدرسًا ثم أستاذًا للطب، حتى تقاعد في عام 1979.
بعد تقاعده من كلية الطب بجامعة هارفارد، واصل بحثه في مؤسسة ووستر للأبحاث الطبية الحيوية مع زميله السابق الدكتور هوغلاند. عندما اندمجت المؤسسة مع كلية الطب بجامعة ماساتشوستس في عام 1997، نقل مختبره إلى MGH، حيث استمر في العمل حتى عدة أسابيع قبل وفاته.

## أبحاثه وجوائزه وعضويته
يعتبر بول بشكل عام مؤسس العلاج المضاد للحساسية. قام بتأليف 210 مقالة علمية، حصل على العديد من الجوائز المتميزة منها:
- الجائزة الوطنية للجمعية الوطنية للسرطان في عام 1968
- والميدالية الوطنية للعلوم في عام 1991
- وجائزة لاسكر في عام 1996
- عضو في الأكاديمية الوطنية الأمريكية للعلوم
- عضو في الأكاديمية الأمريكية للفنون والعلوم
- عضو في الجمعية الأمريكية للكيمياء البيولوجية
- عضو في الرابطة الأمريكية لأبحاث السرطان (الرئيس 1964-1965)
- عضو في رابطة الأطباء الأمريكيين
- عضو في الأكاديمية الملكية الدنماركية للعلوم والآداب
- عضو في الجمعية الفلسفية الأمريكية.

## وفاته
توفي في 27 أكتوبر 2009 في منزله في بوسطن، عن عمر 96 سنة.